# Torneo preolímpico FIBA
El Torneo preolímpico FIBA es un certamen de selecciones nacionales de baloncesto organizado por la FIBA para determinar la clasificación de una cierta cantidad de equipos a los próximos Juegos Olímpicos. Los  equipos clasificados son aquellos que no lo lograron mediante su torneo continental. La rama masculina contó con solo tres torneos, 2008, 2012 y 2016, y luego dejó de disputarse; mientras que la rama femenina contó con esos torneos y además se sigue disputando.

## Baloncesto 5x5

### Torneo masculino
| Evento        | Sede                                                                        | Participantes | Clasificados                              |
| ------------- | --------------------------------------------------------------------------- | ------------- | ----------------------------------------- |
| 2008 Detalles | Atenas, Grecia                                                              | 12            | Grecia Croacia Alemania                   |
| 2012 Detalles | Caracas, Venezuela                                                          | 12            | Rusia Lituania Nigeria                    |
| 2016 Detalles | Turín, Italia · Manila, Filipinas · Belgrado, Serbia                        | 18            | Croacia Francia Serbia                    |
| 2020 Detalles | Victoria, Canadá · Split, Croacia · Kaunas, Lituania · Belgrado, Serbia     | 24            | República Checa Italia Eslovenia Alemania |
| 2024 Detalles | Valencia, España · El Pireo, Grecia · Riga, Letonia · San Juan, Puerto Rico | 24            | España Grecia Brasil Puerto Rico          |

### Torneo femenino
| Evento        | Sede                                                              | Participantes | Clasificados                                                                    |
| ------------- | ----------------------------------------------------------------- | ------------- | ------------------------------------------------------------------------------- |
| 2008 Detalles | Madrid, España                                                    | 12            | Bielorrusia Brasil República Checa España Letonia                               |
| 2012 Detalles | Ankara, Turquía                                                   | 12            | Francia Turquía República Checa Croacia Canadá                                  |
| 2016 Detalles | Nantes, Francia                                                   | 12            | Francia Turquía China España Bielorrusia                                        |
| 2020 Detalles | Ostende, Bélgica · Bourges, Francia · Belgrado, Serbia            | 12            | Canadá Bélgica Francia Australia Puerto Rico China Corea del Sur Nigeria España |
| 2024 Detalles | Amberes, Bélgica · Belém, Brasil · Xi'an, China · Sopron, Hungría | 16            | China Puerto Rico Bélgica Nigeria Australia Alemania Serbia Japón España Canadá |

## Baloncesto 3x3

### Torneo masculino
| Evento        | Sede              | Participantes | Clasificados                 |
| ------------- | ----------------- | ------------- | ---------------------------- |
| 2020 Detalles | Graz, Austria     | 20            | Polonia Países Bajos Letonia |
| 2024 Detalles | Debrecen, Hungría | 16            | Francia Lituania Polonia     |

### Torneo femenino
| Evento        | Sede              | Participantes | Clasificados                 |
| ------------- | ----------------- | ------------- | ---------------------------- |
| 2020 Detalles | Graz, Austria     | 20            | Estados Unidos Francia Japón |
| 2024 Detalles | Debrecen, Hungría | 16            | Alemania España Canadá       |